# アデール・ド・モー
アデール・ド・モー（フランス語：Adèle de Meaux, 935年ごろ - 982年ごろ）もしくはアデール・ド・ヴェルマンドワ（Adèle de Vermandois）は、アンジュー伯ジョフロワ1世の妃。

## 生涯
アデールはモー伯及びトロワ伯ロベール・ド・ヴェルマンドワと、ブルゴーニュ公ジルベール・ド・シャロンの娘トロワ伯領女子相続人のアデライード（もしくはウェラ）の娘であった。
アデールは982年に死去した。
ジョフロワ1世が後妻に迎えたアデライード・ド・シャロンは一説ではアデールの実母アデライードの姉妹でアデールの外おばにあたるとされる。

## 家族
アンジュー伯ジョフロワ1世（938/940年頃 - 987年7月21日）と結婚し、以下3子に恵まれた。
- エルマンガルド＝ジェルベルジュ（956年頃 - 1024年頃） - 初婚でブルターニュ公コナン1世と結婚[1]、後にアングレーム伯ギヨーム4世と再婚した[1]。
- フルク3世（970年 - 1040年）- 父からアンジュー伯位を継承
- ジョフロワ（971年 - 977年）- 早世